# 대한민국 제5공화국
대한민국 제5공화국(大韓民國第五共和國)은 1979년 12·12 군사 반란과 1980년 5·17 비상계엄 전국확대 이후 헌법 개정을 통해 탄생한 대한민국의 다섯 번째 공화국이다. 1981년부터 1988년까지 존속했다.
10·26 사건으로 새로 등장한 이른바 신군부 세력은 1979년 12월 12일에 병력을 동원하여 군사권을 차지했고, 1980년 5월 17일 24시를 기해 비상계엄전국확대 조치로 정권을 장악했다. 신군부는 이에 항거한 광주 민주화 운동을 비롯한 국민들의 민주화 요구를 무력으로 진압하고, 헌법을 개정하여 제5공화국 헌법을 공포했다. 제5공화국의 대통령으로는 제11대 전두환이 선출되었으며, 정의사회구현, 복지사회건설, 선진조국창조 등을 슬로건으로 내세웠다. 1980년대의 시대상을 대표하는 정권으로 여겨지고 있다.
제5공화국은 제4공화국과의 차별성을 부각시키는 데 주력했다. 제5공화국은 영구 집권이 가능했던 제4공화국의 6년 연임제 대신 7년 단임제를 고수했으며, 통금 해제 및 교복 자율화 등의 유화 조치를 취했다. 전두환 정권은 제3공화국, 제4공화국의 색채를 지우기 위해 박정희 전 대통령의 추모식을 8년동안 금지시키고 과거 공화당 출신의 김종필 등을 부정축재 혐의로 체포, 해외로 출국시키는 등 과거 3공, 4공 시절과의 완전한 단절을 위한 조치를 취했다. 이후 6월 민주 항쟁과 6.29선언을 통하여 제5공화국은 소멸하였고 개헌으로, 국민이 직접 뽑은 선거를 통해 선출된 노태우 대통령의 취임, 제6공화국의 탄생으로 이어졌다.

## 성립 배경
1979년 10월 26일 박정희 대통령이 사망한 이후 헌법에 따라 국무총리 최규하가 대통령의 권한을 대행하였으나 곧 전두환, 노태우를 중심으로 하는 신군부 세력이 12·12 쿠데타로 실권을 장악했다. 1980년 3월 보안사에서는 정보처를 부활하고, 민주화 여론을 잠재우고 군부가 정치에 나서는 것을 정당화하는 여론을 조성하기 위해 K공작계획을 실시했다. 1980년 4월 보안사령관 전두환은 중앙정보부장 서리가 되어 국내의 모든 정보 기관을 장악했다.
1980년 5월 신군부 세력(하나회)은 집권 시나리오에 따라 비상계엄 전국확대 조치를 내리고, 광주시민들을 폭력적으로 진압한 뒤 국가보위비상대책위원회를 설치해 정권을 장악했다. 1980년 9월 1일 통일주체국민회의를 주체로 실시된 간선제에 따라 전두환이 제11대 대통령에 당선되었다. 10월 27일에는 임기 7년의 단임제 대통령제 등을 골자로 하는 제8차 헌법 개정을 했으며, 1981년 2월25일 대통령 선거인단에 의해 전두환이 대통령으로 선출되었다.

## 정치
1981년 2월 25일 제11대 대통령에 취임한 전두환은 박정희 정부을 전면 부정했다. 박정희와의 차별성을 부각시키기 위하여 그는 헌법 개정 과정에서 "5·16 혁명정신"에 관련된 사항을 삭제했다. 또한 하나회 계열에 부정적인 공화당 실세들을 권력형 비리 혐의로 엮어서 제거하면서 박정희의 시대를 부정과 부패, 비리의 시대로 규정하고, 제5공화국은 '정의사회구현'을 추구한다고 선언했다. 전두환 정권은 더 나아가 박정희 전 대통령에 대한 공식적인 추모식을 금지시켰고, 공식 추도식은 민주화가 된 1987년에야 다시 재개될 수 있었다. 1980년부터 1986년까지의 추도식은 박정희의 자녀인 박근혜 등이 가족끼리 제사를 지내는 것으로 갈음했다.
제5공화국 정권은 형식상으로는 민주주의를 지향하였다. 일단 대통령의 임기를 6년에서 7년으로 늘린 대신 영구집권이 가능한 통일주체국민회의에 의한 연임제 대신 중임 제한을 기본으로 하는 대통령 선거인단을 통한 단임제를 택했다. 또한 대통령의 권한 중에 법관을 임명할 수 있는 권한과 국회의원을 임명하게 할 수 있게 하는 부분을 삭제했으며, 국회의 권력을 강화하였다. 유신체제 당시에는 야당인사의 대선 출마가 사실상 금지되어 있었으나 (명목 상으로는 허용했으나 정부기관이 이를 방해했기 때문에 금지되어 있는 거나 마찬가지였다), 제5공화국은 야권의 출마를 허용하였다. 그러나 정권의 유지를 위한 확고한 보장을 위해, 제4공화국의 통일주체국민회의를 변형시켜 새롭게 대통령 선거인단을 만들었다. 이 때문에 제5공화국은 유신체제처럼 간선제를 고수했다.
그럼에도 국가의 사회복지 의무에 대한 규정을 설치하고(헌법 제32조), 경제 질서에 대한 공법적 규제를 확대했다. 기본권에 대해서도 대체적으로 제3공화국의 조항 수준으로 회귀했고, 행복추구권(헌법 제9조)이나 연좌제의 금지(헌법 제12조 3항), 사생활의 보호(헌법 제16조), 환경권(헌법 제33조) 등의 조항도 신설됐다. 헌법 개정에는 국민 투표를 통한 개정만 가능하도록 규정해 절차를 일원화시켰다(헌법 제131조).
제5공화국은 김영삼, 김대중 등을 비롯한 주요 야당 인사들의 정치활동을 금지한 채 민주한국당, 한국국민당 등의 이른바 관제야당을 내세워 정당정치를 형식화하는 등 사실상의 1당 독재 체제를 구축하였다. 국가안전기획부는 야당 참여자를 미리 선별했을 뿐 아니라, 일부 운영비를 보조하고 전국구 후보들의 당비 헌금 한도액(1억원)까지 친절하게 정해줬다. 정치규제자의 친인척, 친 김대중 인사, 해직 언론인 등은 공천에서 제외하도록 엄격히 관리하기도 했다. 대선 때는 야권의 입후보를 허용하면서도, 정부가 모든 것을 좌우하는 것이 가능했다. 제5공화국은 임기 내내 정권 성립 과정에서 발생한 5·17 쿠데타와 5·18 광주 민주화 운동의 유혈 진압 등 정통성 없는 정권 창출 과정에 대해 재야인사들의 비판을 받았다. 1983년 5월 18일 광주 민주화 운동 3주기를 맞이하여 전두환 정권의 야당인사 탄압에 저항하는 의미에서 김영삼은 23일간 단식투쟁을 시도했다.

### 야당의 돌풍
80년대 중후반 경, 정치활동 금지에서 해제된 인사들을 중심으로 여러 정당들이 창당되었다. 그 가운데 1985년 민주화 인사들을 중심으로 한 신한민주당이 창당되었고, 부패정치인으로 몰려 정계에서 축출되었던 구 민주공화당계 인사들은 신민주공화당을 창당하여 정치활동을 재개했다. 그 당시 대통령 전두환은 12대 총선 투표 날짜를 예년과 달리 겨울인 1985년 2월 12일로 정했는데 이는 신한민주당의 창당 날짜와 최대한 가까운 시기에 총선을 치러서 야당 돌풍을 최소화하기 위한 고육지책이었다. 물론 당시의 선거제도 자체가 여당에게 유리하게 짜여져 있어(정부는 야권 후보로 의미 없는 후보를 내세우기도 했고, 야권의 분열을 조장하기도 했다) 여당의 과반수 의석 확보는 어렵지 않았으나, 명목상의 야당이었던 민한당과 국민당이 밀리고 신한민주당이 제1야당이 될 경우에는 정국이 어떻게 돌아갈지를 장담할 수 없었기 때문이었다.
당시 안기부의 분석 결과, 신한민주당은 최대한 좋은 여건이 주어진다고 해도 12 ~ 13석을 얻는데 그치고 특히 종로·중구 선거구에서는 민정당 이종찬과 민한당 정대철이 각각 1위와 2위로 당선, 신한민주당 총재 이민우는 3위로 낙선할 것으로 예상되어 전두환은 어느 정도 안심하고 있었다. 그러나 제12대 국회의원 총선거 결과는 단순한 이변을 넘어선 '돌풍' 그 자체였다.
창당한 지 불과 한 달도 채 안된 신생 정당 신한민주당이 수도권을 비롯한 대도시 지역에서 압승을 거두는 돌풍을 일으키며 지역구 50석과 전국구 17석을 차지하고, 특히 종로·중구에서 예상을 깨고 이민우가 2위로 당선된 것이다. 당시 여당인 민정당이 과반수 의석을 차지했지만, 지역구에서 제1당이었던 민정당에 전국구 의석중 2/3을 배분한 결과로 사실상 민정당이 패배한 선거였고 전두환이 우려한대로 신한민주당이 제1야당으로 급부상하였다. 이에 전두환은 격노하였고 잘못된 선거 분석을 내놓은 노신영 안기부장을 질책한 후 사실상 경질하였다.

### 야권의 분열
1986년 12월, 신한민주당 총재 이민우는 전두환 정권이 민주화 조치를 먼저 단행할 경우 내각제 개헌을 수용할 수 있다는 이른바 "이민우 구상"을 발표했다. 이에 대해 양김을 중심으로 한 대통령 직선제 개헌파가 이민우 구상에 대해 반발하였고, 이철승·이택돈 등의 내각제 개헌파가 이에 반박하면서 내분이 일어났다. 이 여파로 신한민주당에서 탈당한 인사들이 통일민주당을 창당하게 된다.

### 몰락
1987년 1월 박종철 고문치사 사건으로 촉발된 학생 시위에 참가했던 이한열이 최루탄에 맞아 숨지자, 이에 분노한 시민들과 학생들에 의해 일어난 6월 항쟁으로 전두환 정권은 최대의 위기를 맞게 됐다.
시위가 계속되는 가운데 4월 13일, 정부는 '5공 헌법에 의한 대권이양'을 골자로 하는 '4·13 호헌조치'를 발표, 개헌 요구를 전면 부정하였다. 그러자 야권·재야가 재결합하고 학계·종교계 등에서도 이에 반대하는 시국선언·농성이 잇달았다. 이후 5월 27일 각계를 망라한 각종 단체가 총결집된 '민주화추진 국민운동본부'가 결성되어 '군사통치 종식'과 '민주정부 수립'을 슬로건으로 대정권투쟁에 돌입했다. 국민운동본부는 '6·10 민주화 장정대회'를 개최, 6월 항쟁의 대막이 올랐다.
1987년 6월 10일, 노태우는 민주정의당 대통령 후보로 선출되었다. 하지만 같은 날 전국에서 반정부 시위가 일어났다. 이를 불법집회로 규정한 정부는 무한정한 공권력을 투입하여 원천봉쇄를 시도했으나 서울·부산·광주·인천 등 전국 18개 도시에서 대규모 시위가 일어나고 시민의 참여가 두드러졌다. 결국 전두환 대통령은 민주정의당 대통령 후보 겸 총재 노태우를 내세워 시국수습방안을 발표하게 하고, 이를 통해 제5공화국 헌법이 개정된다. 그 결과 6.29 선언으로 인하여 7월 1일, 노태우가 제12대 대통령으로 취임하고, 1971년 이후 16년만인 1987년 12월 16일, 국민에 의한 직접선거 형태의 대통령 선거가 치러졌지만, 민주화 세력의 분열속에서 5공 주역이었던 노태우가 제13대 대통령으로 선출되었다. 1988년 2월 25일 노태우는 제13대 대통령으로 재취임하면서 제5공화국은 종식됐으나 사실상 1993년까지 연장되었다.

## 경제
1980년대 전반기에는 1960·70년대 경제개발의 후유증으로 외채문제가 주요 현안으로 떠올랐고, 장영자 사건, 명성그룹 사건, 국제그룹 해체 등 많은 문제가 표면화되었다. 그러나 80년대 중반 이후로 정부의 긴축정책과 국제 유가의 하락, 달러 가치의 하락, 금리의 하락 등 3저 호황이 지속되어 물가가 한 자리수로 잡히고, 수출이 호조를 보였으며, 부가가치가 높은 자동차·전자·반도체등 첨단산업이 활기를 띠고 성장했다.
1986년 현대자동차 포니와 엑셀이 미국으로 수출된 것은 우리나라가 자동차 산업에서 선진국과 어깨를 겨루게 되는 첫 신호탄이었다. 한편, 선진국의 시장개방 압력이 높아지면서 공산품뿐만 아니라 농축산물도 수입자유화의 폭이 확대되어 1986년 기준 수입자유화율은 91.5%에 도달했으며, 외국자본의 투자비율도 점차 확대하여 100%까지 허용하였다. 정부의 시장개방정책은 대기업에는 유리한 환경을 제공하였으나, 값싼 외국산 농.축산물의 수입으로 농촌경제는 타격을 입었다. 양곡자급률은 1970년의 86%에서 1985년에는 48.4%로 낮아졌다. 그리하여 한국인의 밥상에는 외국산 농.축산물이 큰 비중을 차지하게 되었다.
10대 대기업이 국민총생산에서 차지하는 비율은 1979년의 33%에서 1989년에는 54%로 증가하고, 30대 대기업의 계열기업은 1970년 126개, 1979년 429개, 1989년 513개로 늘어났다. 이와 대조적으로 농촌인구는 급속히 감소하고, 이농민의 대다수는 도시빈민층을 형성하여 막노동에 종사하거나 산업노동자 혹은 서비스업으로 전환하였다. 수출호조에 힘입어 국민총생산이 급속히 성장하여 매년 평균 성장률이 10% 내외를 유지하게 되었으며, 1인당 GNP가 1987년 기준 3천 달러를 넘어서서 중진국에서 선진국으로 넘어가는 문턱에 서게 되었다. 1980년부터 컬러 TV 방송이 시작된 것도 경제성장의 한 징표였다.

### 쌀 수입과 통일벼 권장 정책의 중단
군사 쿠데타와 시민 학살로 정권을 잡은 전두환 정부는 민심을 달래기 위해 220만 톤이 넘는 쌀을 수입한다. 이듬해부터 통일벼 계열에 대한 권장 정책은 사실상 자취를 감추게 되었고, 1984년에는 공식적으로 농민의 자유로운 품종 선택을 돕게 된다. 그렇게 1989년 무렵에 통일벼 계열은 사실상 우리나라의 농토에서 자취를 감추게 된다.

### 중화학공업에 신규 진입의 금지와 사업 부문 정리 강행
정부의 집중적인 중화학공업 지원 정책은 단기간 급속도로 중화학공업을 육성하는 데 성공했고, 실제로 1970년대 중반 한국 경제의 고도성장에 크게 이바지했다. 2020년 국내총생산에서 중화학공업이 차지하는 비중은 22.2%로, 제조업 전체 비중이 27.2%였던 것을 감안하면 절대적인 비중을 차지했다. 전두환 신군부는 자동차, 발전 산업의 신규 진입을 금지했고, 기존 업체의 사업 부문 정리를 강제했다.

## 외교
반공의 기치 아래 한·미·일 삼각동맹을 추진했다. 제5공화국은 전 정권에 이어 친미(親美) 일변도의 정책을 추진하여, 한국에 있어서 미국은 혈맹관계라고 지칭될 만큼 전통적인 우방이었다. 이러한 정책은 학생들의 반미주의 운동을 조장한 측면도 있다. 5∙18 광주 민주화 운동에 대한 미국의 개입 또는 방조 의혹은 이 시기 학생운동의 한 테마였다. 일본과는 일본의 역사교과서 문제, 재일한국인 지문날인제도, 일본의 대북 접근 등 주로 일본이 야기시킨 각종의 현안 때문에 갈등을 빚었다. 한국은 북한에 대해 민족화합민주통일방안과 남북 정상회담을 제의하였으나, 북한은 아웅산 묘역 테러 사건, 대한항공 858편 폭파 사건을 일으켰다. 서유럽과는 정치적 이슈가 크지 않았고, 경제·통상 부문에 집중하였다.

### 대북 관계
남한과 북한은 각각 통일방안을 제시했으나 모두 자신에 유리한 조건을 내세운 것으로, 결국 선전적인 의미를 갖는 데 지나지 않았다. 북한은 남한의 요구를 받아들여 1985년 9월 20일 쌍방 151명의 이산가족이 판문점을 넘어 3박 4일간 서울과 평양을 방문했다. 1983년 10월 북한 공작원의 테러에 의해 버마 랑군의 아웅산 묘역에서 부총리 등 17명이 사망하고 14명이 부상하는 불상사가 일어났다. 아웅산 테러는 대통령과 정부각료들을 겨냥한 북의 대정부테러였다는 점에서 매우 크게 다루어졌으며 실제 사망자도 발생했다. 또한, 1987년 11월에 일어난 대한항공 858편 폭파사건은 북한이 1988년 하계 올림픽을 방해하기 위해 일으킨 대민테러라는 점에서 매우 크게 다루어졌다.
전두환은 집권 초기 정권 안정을 위해 1982년 북한과 '잠정협정'을 맺고 비정치적, 비군사적 교류부터 점진적으로 하자는 '민족화합민주통일방안'을 제의했다. 역대 정권으로선 처음으로 남북정상회담을 제의하기도 했다.
1983년 10월 9일 오전 10시 23분, 버마의 수도 랑군 중심지의 아웅산 묘소에서 폭발이 일어났다. 서석준 부총리, 이범석 외무부 장관, 김동휘 상공부 장관, 서상철 동력자원부 장관, 함병춘 청와대 비서실장 등 장관급 5명이 목숨을 잃고 여기에 김재익 청와대 경제수석, 심상우 민정당 총재비서실장, 이중현 <동아일보> 기자 등 민·관의 희생자가 21명, 부상자가 46명에 달하는 대참사가 빚어졌다. 이후 군 내부에서 북한에 무력으로 보복해야 한다는 의견이 나왔지만, 전두환 대통령은 무력 보복 계획을 승인하지 않았다. 그리고 10월 13일 서울 여의도광장에서 순국 외교사절 합동 국민장을 치르고, 20일에는 대통령 특별담화에서 "이것이 우리의 평화 의지와 동족애가 인내할 수 있는 최후의 인내이며, 다시 도발이 있을 경우에는 반드시 응징할 것이다"라고 발표했다. 사실상 무력 보복을 하지 않겠다는 뜻을 대내외에 밝힌 것이다.
1984년 9월 초 남쪽에 발생한 홍수로 전국에서 190여명이 생명을 잃고 재산피해도 1,300억원이 넘는 수재가 발생하자 북한은 9월 8일 조선적십자회 이름으로 통지문을 보내 쌀 50,000석(7,200톤), 1,050만ｍ, 시멘트 100,000톤 및 의약품 지원을 제안했다. 당시 전두환 대통령은 1년 전 버마(미얀마)에서 북한이 저지른 아웅산묘소 폭탄 테러사건에도 불구하고 북측의 제안을 전격 수용했다. 북측의 식량지원 이후 남북 양측은 적십자회담 본회담을 가진 데 이어 1985년에는 이산가족 고향방문 및 예술공연단의 교환방문을 실현시켰고 남북간 최초의 경제회담도 시작했다. 인도주의로 포장된 북측의 전략적 제안이었던 식량지원을 남측이 수용함으로써 남북관계의 물꼬를 튼 것이다.
1985년 전두환 대통령은 북한에 남북정상회담을 제의했고, 북한 역시 같은해 9월 허담 비밀특사를 서울에 특파해 전두환 대통령과의 정상회담 논의를 타진했다. 전두환은 허담 밀사와 만난 자리에서 김일성의 말을 전해듣고 다음과 같이 답했다.
김일성 주석께서 말씀하신 내용을 경청해보니 내용 하나 하나가 내 생각과 거의 동일합니다. 김 주석께서는 공개적으로 말씀이 계셨지만 40년 전에는 민족해방 투쟁으로, 그리고 평생을 조국과 민족을 위해서 애써오신 충정이 넘치는 그런 말씀을 하셨습니다. 또 남북한 최고책임자들의 회담이 이와 같은 분위기라고 할 것 같으면 시기가 빠르면 빠를수록 좋다 하는 것도 나의 의견입니다.

제5공화국 몰락 후 1987년 11월 29일에는 북한 공작원 김승일, 김현희가 대한항공 858편 폭파 사건을 일으키기도 했다.

### 한미 관계
제5공화국은 전 정권에 이어 친미(親美) 일변도의 정책을 추진하여, 한국에 있어서 미국은 혈맹관계라고 지칭될 만큼 전통적인 우방이었다. 이러한 정책은 학생들의 반미주의 운동을 조장한 측면도 있다. 1979년 12·12 군사 반란과 1980년 5∙18 광주 민주화 운동에서 신군부의 정권 장악을 위해 군대가 투입되었다. 당시 평시 작전통제권은 한미연합사령부에 있어서 미국의 승인 없이는 군대의 자유로운 이동이 불가능하는 것으로 여겨졌다. 이를 알고서도 묵인한 미국에 대한 반감이 형성되었고, 이는 1982년 3월의 부산 미문화원 방화사건을 시작으로 1985년 5월에는 서울 미문화원 점거 농성 사건등을 통해 학생·재야에서는 반미운동이 가속되었고 정부간에는 통상마찰이 심화되어 급기야 국민적 갈등으로까지 확대되었다. 미국 정부는 1988년 열린 광주청문회에서 성명서를 통해 5·18 광주 민주화 운동에 동원한 특전사 부대나 20사단 부대는 광주에 투입될 당시나 광주에서 작전을 수행하던 중에는 한미연합사 작전통제권하에 있지 않았으며, 그 기간 동안 광주에 투입되었던 한국군의 어느 부대도 미국의 통제하에 있지 않았다고 해명했다.
이 시기의 미국의 레이건 정부는 민주화 운동을 탄압하는 계엄령 발동에 대해서 견제하는 태도를 유지해왔다. 양국간의 위상조명과 관계 재정립 주장이 대두되고 있는 바, 이는 한국현대사를 돌아보면 지극히 당연한 것이었다. 즉 군사적으로 한국이 미국의 보호 아래 있다고 지금까지의 정치적·경제적 대미 의존성이나 불평등관계를 지속한다는 것은 더 이상 한국민의 지지를 얻을 수 없기 때문이었다. 미국의 압력으로 대통령 박정희가 개발한 핵을 폐기하였다는 견해가 있으나 확인된 것은 없다.

### 한일 관계
1980년대 양국은 일본의 역사교과서 문제, 재일한국인 지문날인제도, 일본의 대북 접근 등 주로 일본이 야기시킨 각종의 현안 때문에 갈등을 빚었다.
전두환은 대통령 재임 중, 한국의 대통령으로서는 처음으로 공식 석상에서 한국에도 국권피탈의 책임이 일부 있었다고 인정해 당시 일본 언론에서도 크게 보도됐다. 1981년 8월 15일에 있었던 제36주년 광복절 기념식에서 가진 연설에서 "우리는 나라를 잃은 민족의 치욕을 둘러싸고 일본의 제국주의를 꾸짖어야 하는 것이 아니고, 당시의 정세, 국내적인 단결, 국력의 약함 등 자책하는 자세가 필요하다"라고 주장했다.
또 1982년 8월 15일의 광복절 기념식전에서도 그는 일본 정부의 역사 교과서 왜곡 문제에 의해 일본인에 대한 택시 승차거부가 일어나는 등 반일 감정이 소용돌이치고 있던 때 강경적인 자세를 보이면서도 "이민족 지배의 고통과 모욕을 다시 경험하지 않기 위한 확실한 보장은, 우리를 지배한 나라보다 살기 좋은 나라, 보다 부강한 나라를 만들어내는 길 밖에 없다"라고 하여 맹목적 '반일'(反日)이나 '배일'(背日)보다는 실력을 형성하여 일본을 이기는 '극일'주의를 강조했다.

### 서유럽과의 관계
한국은 친미·친서방 외교기조를 유지해 오면서도 서유럽 국가와는 다소 소원한 듯한 감이 있었다. 서유럽 국가들이 친미권·독자노선권으로 나뉘어 친미권의 경우는 한국이 직접 접촉을 시도하지 않아도 국제정치 현안에 대해 공동보조를 취해왔기 때문에 대미외교에 편중되어 있었고 독자노선권은 소·중·북한과 외교관계를 유지하고 있을 뿐 아니라 사회주의 정당이 집권하고 있는 국가들이 다수 있었기 때문이었다. 실상 서유럽 국가들과 한국은 서로의 사정을 잘 모르고 있었다. 그러한 상태에서 1980년대 한국은 수출시장 다변화정책의 일환으로 EC시장을 공략했고 그 결과 양측간에는 통상마찰이 빚어졌다. 따라서 1980년대 한국의 대서구 외교는 경제·통상 부문에 집중되었다. 아일랜드와는 1983년에 수교하였다.

### 소련과의 관계
대한항공 007편 러시아 사고 현장 방문이 일본인 유가족들과 달리 불허된 한국인 유가족들

### 기타 대외 관계
아프리카 대륙 각국 순방, 아시아 6개국 순방 등을 다녔다. 1983년 아시아 6개국 순방 중 버마(미얀마)의 랭군에 위치한 아웅산 국립묘지에서 아웅산 묘소 폭탄테러 사건을 당하여 순방 일정을 취소하고 되돌아오기도 했다. 아랍에미리트(1980년), 레바논(1981년), 파키스탄(1983년), 브루나이(1984년), 부탄(1987년)과 수교하였다.

## 사회

### 유화 조치
이러한 비판을 잠재우기 위해 제5공화국은 사회 정책 면에서 규제해제를 지향하는 태도를 보였는데 야간통행금지의 해제와 중고등학교 교복 자율화, 프로야구, 프로축구, 프로씨름 등의 스포츠산업의 활성화 등이 대표적이었다. 컬러 텔레비전의 보급과 컬러TV방송도 이 시대에 이루어졌다. 경제적으로는 회복되어가던 국제적 경제에 힘입어 물가안정, 경제 성장, 서울 아시안게임과 서울올림픽 유치 및 개최 준비 성공, 무역흑자 재달성 등의 경제적 성과를 이룩함으로써 암울했던 박정희 정권 말기의 경제난을 해소하였다. 후대에 이 정책들은 3S 정책으로 통칭되게 된다. 삼청교육대라는 이름 아래 사회적 문제를 일으키던 폭력범 내지 범죄자들을 처리하고자 하였으나 일률적 할당량을 채우기 위한 경찰서의 오행으로 오늘 날 인권유린의 현장으로 조명받는 곳이기도 하다.

### 손 모내기 현장 TV생중계의 중단
일본에 이어 국내 농촌에 동력이앙기가 보급되기 시작한 것은 1977년부터이다. 논을 푸른 모로 채우기 위해서 수작업으로 진행되는 못줄에 맞추어 모를 심는 손 모내기가 농촌 벼농사에서 이앙기가 보급되기 전에는 꼭 필요하였다. 국민 모두가 농촌의 부족한 손 모내기 일손을 돕자는 TV방송이 매해 모내기철에는 있어왔는데, 1985년경에는 기계모내기가 TV방송에 등장한다.

### 복지제도
전두환 정부시절, 노인복지법(1981년), 아동복지법(1981년), 장애인복지법(1981년), 유아교육진흥법(1982년)등 여러가지 사회복지 관련 법안이 생겨났다. 가장 대표적으로 1984년 5월에 도입한 만 65세이상 노인 지하철 무임승차 제도이다.

## 피해자
전임 정부였던 유신 체제 시기 박정희 정부와 더불어 피해자는 엄청나게 많지만, 그중 대표적인 박종철 (1964년 4월 1일 ~ 1987년 1월 14일)은 고문치사 사건으로 요절하였고, 이한열 (1966년 8월 29일 ~ 1987년 7월 5일)은 6월 9일 시위도중 경찰이 쏜 최루탄에 맞아 사경을 헤메다 요절하였다.
박종철 고문치사 사건으로 시끄럽던 1987년 1월 16일 검찰이 부랑아 수용소 부산 형제복지원의 원장실 압수 수색을 하는데 원장 책상의 서랍 안에서 전두환 대통령의 친필 서신이 발견된다. 거리의 부랑아를 소탕하라는 지시사항의 내용이었다. 형제복지원의 운영 주체는 박인근 원장이 아닌 전두환 정권이었다고 당시 담당 검사는 증언했다.

## 개각

### 제1차 전두환 정부(조각)
1980년 9월 1일 취임식을 가진 전두환은 남덕우 국무총리를 필두로 하여 신병현 부총리와 11개 부처 장관을 임명했다.

### 제2차 전두환 정부 제1기 내각(제12대 대통령 당선과 조각)
1981년 2월 25일 제5공화국의 대통령으로 당선된 전두환은 3월 10일 교통부 장관과 체신부 장관을 임명했다.

### 제2차 전두환 정부 제2기 내각(제1차 개각)
4월 8일에는 노동부 장관과 정무 제1장관직을 신설했다.

### 제2차 전두환 정부 제3기 내각(제2차 개각)
1982년 1월 3일 경제 부처를 중심으로 개각을 단행했다.

### 제2차 전두환 정부 제4기 내각(제3차 개각)
5월 21일 11개 부처 장관을 교체했다.

### 제2차 전두환 정부 제5기 내각(제4차 개각)
6월 24일 국무총리와 3개 부처 장관의 임명이 연이어졌다.

### 제2차 전두환 정부 제6기 내각(제5차 개각)
1983년 10월 14일 아웅산 묘소 테러사건 때문에 생긴 공백으로 개각을 발표한다.

### 제2차 전두환 정부 제7기 내각(제6차 개각)
1985년 2월 18일 총선거에서 신민당이 약진하자 쇄신 차원에서 12개 부처 장관을 경질했다.

### 제2차 전두환 정부 제8기 내각(제7차 개각)
1986년 1월 7일 8개 부처 장관이 교체된다.

### 제2차 전두환 정부 제9기 내각(제8차 개각)
8월 26일 민정당의 당직 개편에 이어 10개 부처 장관을 새로 임명했다.

### 제2차 전두환 정부 제10기 내각(제9차 개각)
1987년 5월 26일 국무총리와 부총리 겸 경제기획원 장관, 3개 부처 장관을 교체하는 중규모 개각을 시행했다.

### 제2차 전두환 정부 제11기 내각(제10차 개각)
7월 14일 6.29 민주화 선언으로 민정당 총재직에서 물러난 전두환은 국무총리와 8개 부처 장관을 교체하는 마지막 개각을 단행했다.

## 평가
장태완 전 수도경비 사령관은 “군인 본연의 임무를 수행해 군사반란을 진압하던 사람들은 강제로 전역을 당해 비참한 삶을 살고, 반란군에 가담한 군인들은 수경사령관, 보안사령관, 군사령관, 참모총장을 다 해먹었으니 이렇게 불공평한 세상이 어디 있어요?”라고 평가했다.

## 같이 보기
- 전두환 정부